# Opopaea guaraniana
Opopaea guaraniana är en spindelart som beskrevs av Birabén 1954. Opopaea guaraniana ingår i släktet Opopaea och familjen dansspindlar. Inga underarter finns listade i Catalogue of Life.